# Philadelphia Phillies
O Philadelphia Phillies é um time da Major League Baseball sediado na Filadélfia, Pensilvânia. Fundado em 1883, ele é o time mais velho com o "nome de uma cidade/nome do time" em todos os esportes profissionais americanos. Os Phillies estão na Divisão Leste da Liga Nacional da Major League Baseball. Desde 2004, a casa do time é o Citizens Bank Park no Sul da cidade da Philadelphia.
Os Phillies ganharam dois campeonatos da World Series (contra Kansas City Royals em 1980 e Tampa Bay Rays em 2008) e sete campeonatos da Liga Nacional , o primeiro veio em 1915. A franquia também experimentou longos períodos de dificuldade. A idade do time e a sua história de adversidade ganhou a distinção de ter perdido a maioria dos jogos de qualquer time na história do esporte profissional americano.
A franquia foi fundada na Philadelphia em  1883, substituindo o time de Worcester, Massachusetts. O time jogou em diversos estádios na cidade, começando com o Recreation Park, depois foi para Baker Bowl; Shibe Park, que foi mais tarde renomeado para Connie Mack Stadium em homenagem ao antigo técnico de Atletismo na Philadelphia; Veterans Stadium; e agora Citizens Bank Park. O time tem uma rivalidade com o New York Mets, em razão dos confrontos da divisão nas temporadas recentes.